# Глибко, Юрий Киприянович
Юрий Киприянович Глибко (1914—1943) — майор Рабоче-крестьянской Красной Армии, участник Великой Отечественной войны, Герой Советского Союза (1944).

## Биография
Юрий Глибко родился 10 января 1914 года в Житомире. Окончил школу-семилетку, затем сельскохозяйственный техникум и три курса сельскохозяйственного института. В 1937 году Глибко был призван на службу в Рабоче-крестьянскую Красную Армию. В 1941 году окончил инженерный факультет Военной академии механизации и моторизации РККА. С того же года — на фронтах Великой Отечественной войны. Принимал участие в боях на Калининском, Донском, Степном, 2-м Украинском фронтах. В боях два раза был ранен. К сентябрю 1943 года майор Юрий Глибко командовал 932-м стрелковым полком 252-й стрелковой дивизии 53-й армии Степного фронта. Отличился во время битвы за Днепр.
Перед началом форсирования Днепра Глибко организовал сбор лодок, строительство плотов. Глибко возглавил передовой десант из полковых разведчиков, роты автоматчиков и сапёров, и в ночь с 30 сентября на 1 октября 1943 года переправился на западный берег реки. Он лично участвовал в захвате двух линий траншей и отражении вражеских контратак. Через сутки полк Глибко отразил ещё пять контратак, нанеся большой урон противнику в танках и живой силе. После отражения последней контратаки полк Глибко перешёл в контрнаступление и отбросил противника. 31 декабря 1943 года Глибко погиб в одном из боёв за г. Знаменка Кировоградской области. Похоронен в Пантеоне Вечной Славы Кировограда.
Указом Президиума Верховного Совета СССР от 17 мая 1944 года за «отличную организацию форсирования Днепра и захват плацдарма, героизм и смелость, проявленные в боях за Днепр» майор Юрий Глибко посмертно был удостоен высокого звания Героя Советского Союза. Также был награждён орденами Ленина, Красного Знамени, Отечественной войны 1-й степени, Красной Звезды и рядом медалей.
В честь Глибко названы улицы в Кировограде, Знаменке, Умани, кировоградская школа № 13.